# Utacapnia nedia
Utacapnia nedia is een steenvlieg uit de familie Capniidae. De wetenschappelijke naam van de soort is voor het eerst geldig gepubliceerd in 1966 door Nebeker & Gaufin.